# 徐城県 (宿遷市)
徐城県（じょじょう-けん）は中華人民共和国江蘇省にかつて存在した県。現在の宿遷市泗洪県南部に相当する。

## 歴史
南北朝時代、東魏により設置された高平県を前身とする。598年（開皇18年）、隋朝により徐城県と改称された。北宋により廃止された。